# Incubus (film 1966)
Incubus (esperanto: Inkubo) – amerykański czarno-biały fabularny film grozy z 1966 roku, w całości nakręcony w sztucznym języku esperanto. W roli głównej wystąpił William Shatner, który później zdobył popularność w serii Star Trek; autorem zdjęć był Conrad Hall (późniejszy laureat trzech Oskarów), a reżyserem i autorem scenariusza Leslie Stevens.
Incubus był drugim pełnometrażowym filmem fabularnym w języku esperanto, po francuskiej produkcji z 1964 roku pt. Angoroj. O ile wszystkie kwestie zostały nagrane w esperanto, aktorzy nie opanowali dobrze tego języka i ich wymowa jest krytykowana przez esperantystów. Mimo to film cieszy się pewną popularnością z powodu swojej historii: oryginalne taśmy spłonęły i film uważano za zaginiony do odnalezienia kopii z francuskimi napisami w Kinotece Francuskiej.